# Ботош, Андраш
А́ндраш Бо́тош (венг. Botos András; 6 марта 1952, Шальготарьян) — венгерский боксёр лёгкой и полулёгкой весовых категорий, в 1970-е годы выступал за сборную Венгрии. Бронзовый призёр летних Олимпийских игр в Мюнхене, обладатель серебряной и бронзовой медалей чемпионата Европы, победитель многих международных турниров и национальных первенств. Также известен как тренер по боксу.

## Биография
Андраш Ботош родился 6 марта 1952 года в городе Шальготарьян, медье Ноград. Активно заниматься боксом начал в раннем детстве, проходил подготовку в будапештском спортивном клубе «Гонвед». Первого серьёзного успеха на ринге добился в 1971 году, когда в полулёгком весе стал чемпионом Венгрии и завоевал серебряную медаль на чемпионате Европы в Мадриде. Благодаря череде удачных выступлений удостоился права защищать честь страны на летних Олимпийских играх 1972 года в Мюнхене — в четвертьфинале со счётом 4:1 победил японца Кадзуо Кобаяси, будущего чемпиона мира среди профессионалов, но в полуфинальном матче единогласным решением судей проиграл советскому боксёру Борису Кузнецову, который в итоге и стал олимпийским чемпионом.
Получив бронзовую олимпийскую медаль, Ботош продолжил выходить на ринг в составе национальной сборной, принимая участие во всех крупнейших международных турнирах. В 1974 году поднялся в лёгкую весовую категорию, боксировал на впервые организованном чемпионате мира в Гаване, но неудачно, был выбит из борьбы за медали уже на ранних стадиях турнира. Год спустя выиграл бронзу на европейском первенстве в Катовице, позже прошёл квалификацию на Олимпийские игры 1976 года в Монреаль, тем не менее, на этой Олимпиаде смог дойти только до четвертьфинала, проиграв со счётом 0:5 представителю СССР Василию Соломину. На мировом первенстве 1978 года в Белграде снова не попал в число призёров. Боксировал на высоком уровне вплоть до 1979 года — в этом заключительном сезоне в седьмой раз одержал победу на первенстве Венгрии и съездил на чемпионат Европы в Кёльн, где дошёл до четвертьфинала.
В 1980 году завершил карьеру спортсмена и занялся тренерской деятельностью, в последующие годы подготовил многих талантливых боксёров-любителей, в том числе был личным тренером средневеса Вильмоша Балога, который представлял страну на Олимпийских играх 2004 года в Афинах. Ныне Андраш Ботош вместе с семьёй проживает в городе Ньиртелек.